# Miflaga Liberalit Jisra’elit
Die Miflaga Liberalit Jisraʾelit  (hebräisch מִפְלָגָה לִיבֵּרָלִית יִשְׂרְאֵלִית Miflagah Līberalīt Jisrɛ̝ʾelīt, deutsch ‚Israelische Liberale Partei‘) war eine liberale Partei in Israel, die von 1961 bis 1988 bestand. Sie gehörte zu den Mitte-rechts-Bündnissen Gachal bzw. Likud und ging schließlich in letzterem auf. Ihre Vorsitzenden waren Peretz Bernstein, Elimelech Rimalt und Simcha Ehrlich.

## Geschichte
Die Partei wurde am 8. Mai 1961 durch eine Fusion der Allgemeinen Zionisten und der Progressiven Partei gebildet, wodurch die Partei 14 Knessetsitze erhielt. Bei den israelischen Parlamentswahlen 1961 erhielt die Partei 13,6 Prozent der Stimmen und 17 Sitze, ebenso viele wie die revisionistisch-zionistische Partei Cherut von Menachem Begin. Die Liberalen waren in der Opposition gegen die Mapai-geführten Regierungen von David Ben-Gurion und Levi Eschkol.
Am 25. Mai 1965 schloss sich die Liberale Partei mit Cherut zusammen, um das Mitte-rechts-Bündnis Gachal (Block Cherut und Liberale) zu bilden. Die Progressiven lehnten diesen Zusammenschluss jedoch ab, sieben Abgeordnete verließen die Partei und gründeten die Liberalim Atzmeʾijjim ‚Unabhängigen Liberalen‘. Die Miflaga Liberalit Jisraʾelit und Cherut traten zu den folgenden Wahlen zusammen an und bildeten eine gemeinsame Fraktion, die beiden Parteien blieben jedoch bestehen. Der Gachal wurde 1973 um weitere rechte Parteien zum Likud erweitert, der 1977 die Wahl gewann.
Die Liberale Partei hörte im Jahre 1988 auf zu existieren, als der Likud eine einheitliche Partei wurde. Fünf Abgeordnete der ehemaligen Liberalen, darunter Finanzminister Jitzchak Modai, verließen den Likud aber 1990 wieder und bildeten die Miflaga LeQiddum haRaʿɛ̝jon haZijjoni ‚Partei für den Fortschritt der zionistischen Idee‘, aus der 1992 die Miflaga Libralit Chadascha ‚Neue Liberale Partei‘ hervorging. Diese scheiterte bei den nächsten Wahlen jedoch an der Einzugshürde zur Knesset.